# Reijo Norio
Reijo Kustaa Juhani Norio (tidigare Nordström), född 6 januari 1934 i Brahestad, död 6 juni 2023 i Esbo, var en finländsk läkare. 
Norio blev student 1952, medicine kandidat 1955, medicine licentiat 1960 samt medicine och kirurgie doktor i Helsingfors 1966. Han är specialist i pediatrik och medicinsk genetik, blev docent i klinisk genetik vid Helsingfors universitet 1962 och var överläkare vid befolkningsförbundet Väestöliittos genetiska klinik 1971–1994. 
Norio är känd för sin forskning om ärftliga sjukdomar typiska för Finland ("det finländska sjukdomsarvet") samt finländarnas ursprung, ett tema han behandlade i verket Suomi-neidon geenit (2000). Han var dirigent för sångkören Akateeminen Laulu 1966–1974 och har skrivit bland annat boken Musiikissa mukana (1992) samt komponerat medicinaroperan Puoskarin puutarhassa. Han tilldelades professors titel 1989.

## Utmärkelser
- Riddartecknet av I klass av Finlands Vita Ros’ orden,  1984[3]

[Redigera Wikidata]